# Соц-арт

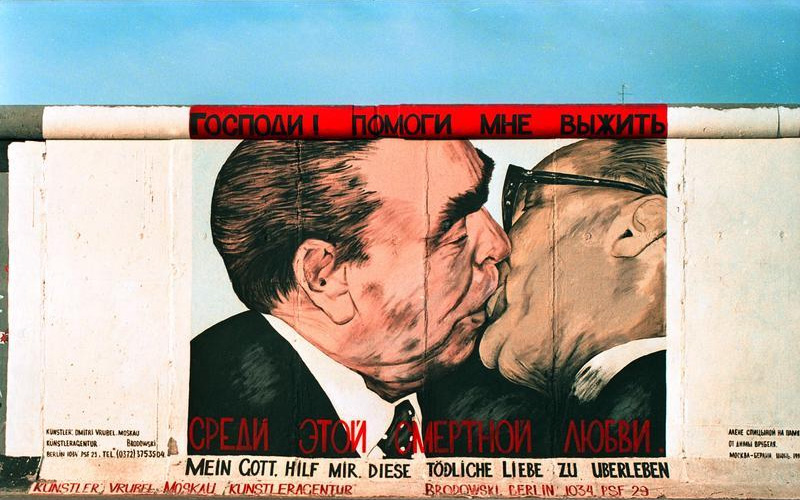
Дмитрий Врубель. «Господи! Помоги мне выжить среди этой смертной любви» — граффити на Берлинской стене, 1989 год

Соц-арт — одно из направлений постмодернистского искусства, сложившееся в СССР в 1970-х годах в рамках так называемой альтернативной культуры, противостоящей государственной идеологии того периода.
Соц-арт возник как пародия на официальное советское искусство и образы современной массовой культуры в целом, что нашло отражение в его ироничном наименовании, соединившем понятия соцреализма и поп-арта. С одной стороны, поп-арт в американской культуре становится реакцией на таких художников-абстракционистов, как Джексон Поллок и Виллем де Кунинг. С другой стороны, поп-арт являлся рефлексией на товарное перепроизводство и изобилие рекламных слоганов и икон поп-культуры. Если на Западе были Микки-Маус и Мэрилин Монро, то в СССР был Ленин и стахановцы — объектом соц-арта становится перепроизводство идеологии.

## Возникновение понятия
Термин возник в 1972 году благодаря художникам Виталию Комару и Александру Меламиду. Идея пришла во время их совместной подработки в детском пионерлагере. Художникам нужно было изобразить профиль В. И. Ленина, героев войны и труда, колхозниц, рабочих. По воспоминаниям Виталия Комара, в момент осознания бессмысленности данной деятельности между ними произошёл следующий разговор: 
«В общем, мы дрожали, пили и думали, какие же мы подлецы, что ввязались в эту гадость ради денег. …завели такой пьяный разговор: „А вдруг существует человек…который делает такое искренне? И это для него такой крик души. И что он рисует? Наверное, своих родных в стиле советских героев“». 
Это положило начало созданию портретов в стиле мозаики московского метро, изображению родственников на картинах с лозунгами и т.д. В это время вокруг них сложился определённый круг художников, разделяющих их убеждения — это были Эрик Булатов, Александр Косолапов, Борис Орлов, Леонид Соков, Игорь Новиков, Дмитрий Пригов, участники арт-групп «Гнездо» и «Мухоморы».
В. Комаром и А. Меламидом устраивались перфомансы. Например, один из них назывался «Котлеты „Правда“» — действие состояло в том, что художники крутили фарш из главной советской газеты. Другой перфоманс был организован уже в эмиграции Комара и Меламида, а главным участником в нём стал Э. Уорхол. Данный перфоманс называется «Скупка душ», в ходе которого американский художник продал свою душу под расписку, оценив её в ноль долларов. Расписка была отправлена в СССР для перепродажи души Уорхола на аукционе и куплена московским художником Алёной Кирцовой.
Используя и перерабатывая одиозные клише, символы и образы советского искусства и расхожие мотивы советской политической агитации, соц-арт в игровой, зачастую эпатирующей форме, развенчивал их истинный смысл, пытаясь раскрепостить зрителя от идеологических стереотипов. Ирония, гротеск, острая подмена, свободное цитирование, использование разнообразных форм (от живописи до пространственных композиций) стали основой броского, эклектичного художественного языка этого направления.

## Предпосылки
Противостоять идеологии в СССР пытались ещё до соц-арта. Предпосылками становления неофициального искусства в противовес соцреализму стало развенчание культа личности И. Сталина в 1956 году. Из лагерей вернулись художники: Лев Кропивницкий, Юло Соостер, Борис Свешников и другие. В 1957 году проходит Всемирный фестиваль молодёжи и студентов, где символом мира становится «Голубь мира» П. Пикассо. Однако, несмотря на это, искусство художника не переходит в категорию официального. Более того: 1 декабря 1962 года проходит знаменитая выставка художников-авангардистов в «Манеже», которая будет скандально раскритикована Н. С. Хрущёвым. Новое время, обещавшее дать больше воздуха и свободы, не оправдало надежд и вынудило художников, несогласных с диктатурой официального искусства, уйти в подполье.
Соц-арт был естественным откликом на враждебную политику в отношении свободы выражения и такая реакция была возможна только в семидесятые. Официальная культура не могла изобразить саму себя, это мог сделать только элемент, возникший в культуре неофициальной, и соц-арт решает эту задачу.

## Концептуализм и соц-арт
Илья Кабаков отмечал: 
«…слово „концептуализм“» спустилось к нам, и мы открыли в себе нечто, давно существовавшее внутри нас, нечто, что мы уже прекрасно знали и использовали: оказалось, что уже долгое время мы разговариваем прозой". 
Связано это и с идеологической природой концептуализма, которая сочеталась с русским искусством. Также влияние на соц-арт оказал концептуализм. Можно сказать, что в идейной основе соц-арта лежит концептуалистское развенчание концепции властных авторитетов и власти как таковой. Однако в понятии «соц-арт» «власть» определяется более конкретно — это власть советская.
Грань между концептуалистами и художниками, представляющими соц-арт, была тонка. Так, участники «Гнезда» формально принадлежали к концептуалистскому кругу, но позволяли себе «насмешливость» соц-реалистов. Примером может послужить акция, устроенная членами группы на выставке на ВДНХ в 1975 году. Это были: Михаил Рошаль, Виктор Скерсис и Геннадий Донской. Соорудив большое гнездо и начав высиживать там яйцо, они вызвали недовольство «старших» концептуалистов.
К концу 1990-х появилось мнение, что соц-арт исчерпал себя, так как с изменением политической ситуации содержательная основа этого искусства стала неактуальной. Такой вывод делался с точки зрения носителей идеи развала социалистической системы. Однако социальная составляющая этого направления искусства оказалась актуальной в любой политико-экономической формации общества. Соц-арт — часть постмодернизма, который является основным стилем contemporary art.

## Художники
- Врубель, Дмитрий Владимирович[6]
- Брускин, Григорий Давидович
- Булатов, Эрик Владимирович
- Комар, Виталий Анатольевич
- Косолапов, Александр Семёнович
- Лебедев, Ростислав Евгеньевич
- Новиков, Игорь Алексеевич
- Меламид, Александр Данилович
- Орлов, Борис Константинович
- Пригов, Дмитрий Александрович
- Соков, Леонид Петрович
- Турецкий, Борис Захарович